# صوفیه (شادگان)
صوفیه یک روستا در ایران است که در دهستان حسینی شهرستان شادگان واقع شده‌است. صوفیه 560 نفر جمعیت دارد.
نام صوفیه از قبیلهٔ آلبوصوف که در این روستا ساکن اند برگرفته شده‌است .